# 红楼梦 (2010年电视剧)
《红楼梦》是一部2010年首播的中国大陆长篇古装剧，改编自中国古典四大名著之一、清朝著名小说家曹雪芹所著的长篇章回小说《红楼梦》，亦是大陆继1987年版《红楼梦》之后又一部较有影响力的电视剧改编作品。该剧由北京华录百纳影视有限公司、中国电影集团公司、北京电视台和英皇星艺（北京）文化发展有限公司联合出品，大宥国际文化传媒（北京）有限公司和荣信达影视联合参与摄制，著名导演李少红执导，并由蒋梦婕、于小彤、杨洋、李沁、白冰、姚笛等人领衔主演。相较于之前87版《红楼梦》抛弃程伟元和高鹗所续的程高本后40回，转而根据前80回脂批伏笔拍摄结尾的做法，本剧的拍摄严格遵循程高本后40回内容。全剧以贾宝玉、林黛玉、薛宝钗三人的日常生活和爱情故事为主线，刻画了金陵四大家族之一的贾府从兴旺繁荣到抄家败落的兴衰史。
本剧的筹备从2002年即已开始，2006年3月正式立项。2006年8月21日，北京电视台启动了“红楼梦中人”海选活动，以挑选合适的剧中主演，次年6月9日活动结束，期间包括黑幕在内的各种争议不断。2007年10月30日，本剧正式启动，原定的导演胡玫被李少红替换。2008年5月25日，本剧在北京电影制片厂的内景地正式开机，期间先后辗转怀柔的国家中影数字制作基地、浙江乌镇、江苏扬州、苏州、上海大观园等地取景拍摄，历时一年零三个月后至次年9月9日方才杀青关机。2010年6月24日，本剧在青岛电视台新闻综合频道全国首播，同年9月2日在北京、安徽两家卫视黄金档上星播出。台灣OTT由LiTV 線上影視全劇上架。

## 播放平台
| 頻道     | 所在地   | 播映日期      | 播出時間                                 |
| 安徽卫视 | 中国大陆 | 2010年9月2日  | 每天 19:35-21:15                         |
| LaLa TV  | 日本     | 2014年10月6日 | 週一至週五 上午8:30 / 晚間重播 (每天2集) |
| AsiaN    |          | 2014年12月5日 | 11pm-1am 每天2集                         |

## 特色
本剧按照人民文学出版社1982年出版的120回《红楼梦》版本进行拍摄（包括高鹗续写的后40回），前80回设定为2回一集，后40回为4回一集，总共50集。制片人李小婉称“情节只有删减，没有杜撰；只拍曹雪芹写到的，不拍没有写到的”。
本剧追求镜头语言的美感：①从国画中寻找构图的古典意味；②很多段落的镜头开始于道具的特写；③多用虚实焦点的转换；④光影浮动，既明媚又斑驳，即真实又梦幻。

## 拍摄过程
北京华录百纳影视有限公司（简称华录百纳）早在2002年就开始为重拍红楼梦进行了前期工作。2006年3月，国家广电总局正式宣布新版《红楼梦》立项，三家投资商（华录百纳、中影集团、北京电视台）进入《红楼梦》拍摄项目，初始预算为5000万人民币，每集100万元。经过“红楼梦中人”选秀活动、“导演弃用选秀演员”、“宝黛钗内定”、“导演更换”等多次事件后，最终确定由李少红担任导演，李小婉担任制片人，启动新版红楼梦拍摄项目。
开拍之前，剧组在北京怀柔区雁栖镇柏崖厂村建造占地300余亩的拍摄基地，主要由1:1的宁国府、荣国府和大观园组成。2008年5月25日上午，剧组在北京电影制片厂的内景场地开机。原本计划8个月完成，最终花了16个月的时间，直到2009年9月9日才完成拍摄。
李小婉称，从投资商拿到的投资最终为4500万元，每集90万元，但90多堂场景、360多位演员、相配套的服装、道具、器材设备和前期演员培训等使本剧成本高达1.18亿，每集实际成本达到260万，有被“逼上梁山”的感觉。为了弥补投资缺口，李小婉寻求到了博宥集团的支持，后者买断了本剧所有服装、道具、头饰、纸板读物、游戏开发等权利，援助了剧组5000万资金。
本剧外景地分别是：乌镇、西栅、扬州（个园、何园、瘦西湖）、苏州（虎丘、千人石）、上海大观园、北京（清東陵、戒臺寺、白雲觀、北京市植物園）。
本剧有10个摄影棚、103堂搭建场景、388名主要演员、各色服装4342件(共406套)、各款首饰将近4000多件、道具上万件。此外演员前期培训达5个月，由各方专家集中授课。

## 相关
为收回成本，新版红楼梦进行了庞大的项目广告营销，据北京电视台广告部2010年8月10日的数据显示，旗下的《一人一个红楼梦》、《解梦红楼》、电视剧特约播映、电视剧首映礼独家冠名四个广告项目吸引了中国银行北京分行、中国电信北京公司、金龙鱼旗下的“欧丽薇兰”和“美即”品牌四家的广告投放，创收达2000万元。加上之前举办的“红楼梦中人”活动所得巨大收益，北京电视台可以说是收获颇丰。
但本剧监制、华录百纳负责人刘德宏则在接受采访时称：“新版《红楼梦》不是一个赚钱的项目，这是对比一些利润达到50%，甚至100%的项目来说。乐观估计该剧应该能够达到30%的回报率。”截止到2010年9月新版红楼梦上星播出，所获版权收入为6500万元。刘德宏表示，期望获得海外发行收入，预计总收入能达到亿元，同时他也承认新版《红楼梦》这个项目起初的定位太高，当成了一个文化工程，违反了电视剧运行的一般规律。

## 演员表

### 宝玉與金陵十二钗
| 角色   | 演员                                       | 备注                            |
| 贾宝玉 | 张君钰（幼年） 于小彤（少年） 杨洋（成年） | 联袂主演 配音：李恺悦           |
| 林黛玉 | 林妙可（幼年） 蒋梦婕                      | 联袂主演 配音：王培祎           |
| 薛宝钗 | 李沁（少年） 白冰（成年）                  | 联袂主演 红楼梦中人宝钗组第二名 |
| 贾元春 | 王彦華                                     |                                 |
| 贾探春 | 张馨予（少年） 丁荔（成年）                | 红楼梦中人宝钗组                |
| 史湘云 | 吴青芷（少年） 马晓灿（成年）              |                                 |
| 妙玉   | 高洋                                       | 红楼梦中人黛玉组                |
| 贾迎春 | 李若嘉（少年） 张笛（成年）                |                                 |
| 贾惜春 | 王培祎（少年） 徐行（成年）                | 红楼梦中人宝钗组                |
| 王熙凤 | 姚笛                                       | 联袂主演 红楼梦中人宝钗组第一名 |
| 贾巧姐 | 张之童（幼年） 李曼嘉（少年）              |                                 |
| 李纨   | 周毅                                       | 红楼梦中人宝钗组                |
| 秦可卿 | 唐一菲                                     |                                 |

### 老爷
| 角色   | 演员   | 备注           |
| 甄士隐 | 周野芒 | 友情出演，旁白 |
| 封肃   | 戴明   |                |
| 贾雨村 | 杜功海 |                |
| 冷子兴 | 英达   | 友情出演       |
| 林如海 | 刘伯英 |                |
| 贾代儒 | 汪永贵 |                |
| 贾敬   | 刘大刚 |                |
| 贾赦   | 赵建   |                |
| 贾政   | 许还山 | 联袂主演       |
| 贾珍   | 姜彤   |                |

### 少爷
| 角色 | 演员                        | 备注             |
| 贾瑞 | 陈创                        |                  |
| 贾琏 | 王龙华                      | 红楼梦中人宝玉组 |
| 贾环 | 侯祥                        |                  |
| 贾蓉 | 袁新                        | 红楼梦中人宝玉组 |
| 贾蔷 | 缪俊杰                      |                  |
| 贾兰 | 赵鑫（少年） 陈俊亨（成年） |                  |
| 贾菌 | 周文                        |                  |
| 贾芸 | 郑璜                        |                  |
| 薛蟠 | 王鹤鸣                      |                  |
| 薛蝌 | 黄轩                        | 红楼梦中人宝玉组 |

### 妇人
| 角色         | 演员   | 备注                 |
| 封氏         | 刘思媛 |                      |
| 贾母         | 周采芹 | 联袂主演，配音：曹雷 |
| 邢夫人       | 王馥荔 | 联袂主演             |
| 王夫人       | 归亚蕾 | 联袂主演             |
| 赵姨娘       | 刘燕燕 |                      |
| 尤氏         | 贾妮   |                      |
| 秋桐         | 战鹤文 |                      |
| 薛姨妈       | 龚丽君 |                      |
| 夏金桂       | 温桂钰 |                      |
| 南安太妃     | 王丽媛 |                      |
| 北静王妃     | 蔡娇娇 | 配音：李沁           |
| 一品诰命夫人 | 高珑珂 |                      |
| 刘姥姥       | 叶琳琅 | 联袂主演             |
| 尤老娘       | 王贵娥 |                      |
| 李婶娘       | 杨小冬 |                      |
| 夏金桂娘     | 张莹   |                      |
| 袭人母       | 高敏   |                      |

### 小姐
| 角色   | 演员                          | 备注             |
| 薛宝琴 | 徐璐（少年） 殷叶子（成年）   | 红楼梦中人黛玉组 |
| 李纹   | 原珺、田野                    |                  |
| 李绮   | 杨莹、张树慧                  |                  |
| 邢岫烟 | 赵丽颖（少年） 赵梦恬（成年） | 红楼梦中人黛玉组 |
| 尤二姐 | 孙菂                          | 红楼梦中人宝钗组 |
| 尤三姐 | 杨沫                          |                  |

### 丫鬟
| 角色                | 演员                                     | 备注                   |
| 晴雯                | 杨幂                                     | 配音：李若嘉           |
| 花袭人（花珍珠）    | 李艳                                     |                        |
| 香菱（甄英莲→秋菱） | 爱爱（幼年） 侯一凡（少年） 宋軼（成年） |                        |
| 金鸳鸯              | 蔡飞雨                                   | 红楼梦中人宝钗组       |
| 平儿                | 程媛媛                                   | 红楼梦中人黛玉组第三名 |
| 娇杏                | 毕恬恬                                   |                        |
| 紫鹃                | 英琪                                     | 配音：蒋梦婕           |
| 雪雁                | 宣璐                                     |                        |
| 莺儿（黄金莺）      | 方安娜                                   | 红楼梦中人黛玉组       |
| 侍书                | 钱柳吟、窦涵萱                           |                        |
| 翠缕                | 李宗宣                                   | 红楼梦中人黛玉组       |
| 司棋                | 赵笑宇                                   |                        |
| 入画                | 李雨昕                                   |                        |
| 丰儿                | 鲍天琦                                   |                        |
| 小红（林红玉）      | 陈芳竹                                   |                        |
| 素云                | 周岚                                     |                        |
| 瑞珠                | 吕千慧                                   |                        |
| 琥珀                | 郭萱                                     | 红楼梦中人宝钗组       |
| 鹦鹉                | 吴熙                                     |                        |
| 傻大姐              | 廖珂瑶                                   |                        |
| 靛儿                | 杨舒蕊                                   |                        |
| 白金钏              | 陈旭                                     |                        |
| 白玉钏              | 陈旭                                     |                        |
| 彩云                | 吕途                                     | 红楼梦中人宝钗组       |
| 宝蟾                | 许歌                                     |                        |
| 麝月                | 阚清子                                   |                        |
| 秋纹                | 耿夏萌                                   |                        |
| 碧痕                | 曾千千                                   |                        |
| 四儿（芸香→蕙香）   | 袁婷婷                                   |                        |
| 坠儿                | 田佳明                                   |                        |
| 芳官                | 李妍霏                                   |                        |
| 柳五儿              | 康馥麟                                   |                        |

### 仆妇
| 角色               | 演员         | 备注 |
| 赖大母亲（赖嬷嬷） | 金淑媛       |      |
| 林之孝家的         | 沙琳、吴雨阳 |      |
| 王善保家的         | 栩栩         |      |
| 周瑞家的           | 孙秀晨       |      |
| 李嬷嬷             | 洪流         |      |
| 赵嬷嬷             | 杜宁林       |      |
| 多姑娘             | 杨欣         |      |
| 鲍二家的           | 朱玲         |      |
| 鸳鸯嫂子           | 曹艳艳       |      |
| 来旺媳妇           | 杜鹃         |      |
| 柳家媳妇           | 王楠         |      |

### 仆人
| 角色 | 演员   | 备注     |
| 门子 | 刘仪伟 | 友情出演 |
| 焦大 | 李颉   |          |
| 赖大 | 黄卫   |          |
| 来旺 | 常晓阳 |          |
| 兴儿 | 费振翔 |          |
| 隆儿 | 郜振峰 |          |
| 彩明 | 刘钊宏 |          |
| 茗烟 | 叮当   |          |

### 其他
| 角色                     | 演员        | 备注             |
| 空空道人                 | 刘杰        |                  |
| 僧（茫茫大士／癞头和尚） | 刘金山      | 友情出演         |
| 道（渺渺真人／跛足道士） | 刘威        | 友情出演         |
| 警幻仙姑                 | 唐一菲      |                  |
| 智能                     | 王萱琪      |                  |
| 马道婆                   | 诺明花日    |                  |
| 单聘仁                   | 宋宗轩      |                  |
| 王狗儿                   | 赵伟        |                  |
| 王板儿                   | 裴泽瑞      |                  |
| 酒客                     | 王涛 李大剛 |                  |
| 馮紫英                   | 唐俊        |                  |
| 蒋玉菡                   | 张航睿      |                  |
| 秦钟                     | 石津宇      |                  |
| 柳湘莲                   | 徐海乔      | 红楼梦中人宝玉组 |
| 北静王                   | 强川        |                  |
| 赵堂官                   | 杜功海      |                  |
| 西平郡王                 | 曾念平      |                  |

## 职员表
出品人：韩三平、陈润生、王晓东、杨受成

总制片人：韩三平、刘德宏、罗立平

制片人：李小婉

总监制：韩晓黎、赵多佳、姜涛、周莉、任仲伦、白方芹

监　制：赵海城、赵彤、徐岩、石卫平、陈佳勇、黄建平

总策划：张晓、史东明、陈辉、肖红、孔炯

策　划：彭鸣宇、方毅、曹力宁、郭跃进、杨金平、张欣、严谨

责　编：张然、严澍、霍昕、臧佳音、陈彤

顾问委员会：冯其庸、杨伟光、仲呈祥、李准、张庆善、李希凡、谢铁骊、刘景録、彭吉象、阿城、王晓棠、于洋、周岭、邓婕、远勤山、丁羽心

美术顾问、人物造型、服装设计：叶锦添

服装顾问：黄能馥

民俗顾问：王作楫

音韵顾问：张卫东

舞蹈老师：吴素君、萧贺文

古筝老师：王世璜、赵洁楠

围棋老师：韩念文

台词老师：段春启

表演老师：赵之成

诗词老师：程滨

书法老师：杨代好

绘画老师：邬中华

昆曲顾问：张卫东

昆曲监制：陈海

文学统筹：张庆善、孙玉明、沈治钧

拍摄本文学顾问：郑万隆

剧本组：顾小白、苏向晖、柏邦妮、张天然、李雪、胡楠、董友竹、刘玥、蔡一玛

总导演：李少红

执行导演：常晓阳

演员副导演：邰祖辉

特效导演：安地

副导演：樊春喜

摄影指导：曾念平

摄影：高虎

摄影（B组）：白林

剪辑：高冰

## 音乐
音乐总监：廖嘉伟

作曲：郭思达、杜薇

作词：曹雪芹

歌曲：

《开辟鸿蒙》　　　- 《紅樓夢》十二支 引子                演唱：杜薇、郭思达

《飞鸟各投林》　　- 《紅樓夢》十二支 收尾                演唱：林申

《终身误》　　　　- 《紅樓夢》十二支 薛寶釵曲文          演唱：杜薇、郭思达

《春梦歌》　　　　- 警幻仙子所唱之曲                     演唱：杜薇

《可叹》　　　　　- 《金陵十二釵》正冊 林黛玉&薛寶釵判詞 演唱：李沁、蒋梦婕

《凡鸟偏从末世来》- 《金陵十二釵》正冊 王熙鳳判詞        演唱：杜薇

《大梦归》　　　　- 《金陵十二釵》正冊 賈元春判詞        演唱：马晓灿

《一梦遥》　　　　- 《金陵十二釵》正冊 賈探春判詞        演唱：阚清子

《楚雲飛》        - 《金陵十二釵》正冊 史湘雲判詞        演唱：馬曉燦

《晴天情海》　　　- 《金陵十二釵》正冊 秦可卿判詞        演唱：杜薇

《空牵念》　　　　- 《金陵十二釵》又副冊 晴雯判詞        演唱：周毅

《公子无缘》　　　- 《金陵十二釵》又副冊 襲人判詞        演唱：李艳

《欲洁何曾洁》　　- 《金陵十二釵》正本 妙玉判詞          演唱：杜薇

《葬花词》　　　　- 黛玉葬花吟誦之詞                     演唱：李沁

《黛玉琴曲》　　　- 黛玉撫琴之曲                         演唱：杜薇

《好了歌》        - 一僧一道所唱之曲                     演唱：劉金山(僧)、劉威(道)

演唱：林申、杜薇、郭思达、李沁、周毅、蒋梦婕、马晓灿、李艳、阚清子

古琴：巫娜

　阮：冯满天、崔军淼

笛箫：侯长青、宁英杰

琵琶：宋涛

古筝：常静
《宣傳歌》

許我一個紅樓夢    - 演唱：林申

春江水            - 演唱：李依蔓

追風箏的歌        - 演唱：李沁

不敢說愛你        - 演唱：林申

## 争议

### 更换导演和主演
本剧在2006年5月底便确定导演为胡玫，但随着“红楼梦中人”选秀比赛的进行，胡与投资方的矛盾逐渐隐现。2007年5月26日，即总决赛前两周，娱记何东在自己的新浪博客中提到胡玫不认同该选秀比赛的结果，由此引发了胡退出该剧的猜测。在6月9日的结果出炉后，胡玫尚对结果表示满意。但到了7月却突然传出胡玫将弃用选秀演员的消息，种种矛盾终于导致8月初传出出品方更换导演的传闻，该消息最终在9月中旬得到证实。2007年10月30日，在该剧的启动发布会上，导演正式变更为李少红。
从2006年8月21日开始的“红楼梦中人”选秀比赛共分为宝玉、黛玉和宝钗三组，在2007年6月9日的总决赛中，李旭丹和姚笛分别获得黛玉组和宝钗组的冠军，这也就意味着她们二人将分别在剧中扮演林黛玉和薛宝钗两个角色。不过随着该剧导演的变更，主演亦遭变动的传闻也随之出现，李少紅對於主要少年期演員將重新在藝術類院校進行遴選。2008年1月28日，新任导演李少红宣布由姚笛出演林黛玉一角，薛宝钗一角则改由宝钗组第二名的白冰顶替，随后李旭丹连夜离开剧组，之后也未再出演新版《红楼梦》中任何一个角色。然而到了6月12日却突然传出姚笛的角色再次变更为王熙凤的消息，此事在7月17日的新闻发布会上被最终证实。姚笛一人连换宝钗、黛玉、凤姐三个角色，由此也引发舆论大哗，并产生了潜规则的相关猜测。

### 定妆照
6月17日，剧组公布第一批官方定妆照，比起之前流传的角色服饰，这批官方照片略有差别。宝黛钗的定妆照在网上立刻引起了轩然大波。设计师叶锦添表示，他的造型参考了昆曲服装，且旨在营造虚幻境界，不是还原红楼梦。导演李少红面对质疑，表示不会更换造型和人选，最多做小范围修改。

### 口碑评价
新版《红楼梦》于2010年6月在青岛、上海等地面频道播出后，受到了极大的争议，除了制作精良、画面唯美被观众称赞外，该剧从造型到旁白再到演员均备受诸多非议。不仅受到很多网民的反对，一些媒体也毫不留情的直接批驳导演李少红。对此李少红“认为《红楼梦》播出以来媒体一直以挑刺的眼光来看待我们，从不写我们好的地方，只写负面报道，这是什么心态？反复黑《红楼梦》，这太武断了”。但亦有观点认为骂的人越多，看的人也就越多，新版红楼梦也就越“红”。事后有网友曝出很多在新红一开始播放就开始不厌其烦地截丑图恶评、甚至将片场照说成是剧照加以污蔑的网络黑手实际上是同期另一部红楼题材电视剧黛玉传所雇请的水军。

### 刘志军、丁书苗案
刘志军于2003年3月起担任中华人民共和国铁道部部长，2011年2月因涉嫌严重腐败问题被免职，2013年7月被判处死缓，官方判决书中提到刘在任期间曾帮助女商人丁书苗等人非法获取巨额利益。由于丁书苗是北京博宥投资管理集团有限公司董事长，而该公司正是新版《红楼梦》的投资方之一，因而引发了刘志军潜规则剧组女演员的猜测。
早在2011年2月底刘落马后没几天，《新世纪周刊》就曾报道丁书苗私下为刘志军介绍女星当情妇，其中包含由丁投资电视剧的女演员，原文中虽未明确牵涉新版《红楼梦》剧组，但由于该剧不久前刚刚播出，且在剧中出演晴雯一角的杨幂曾于一年前在湖南卫视“零点锋云”节目中暗示自己见过潜规则现象，因而迅速引发该剧的潜规则猜想。同年7月13日，女诗人赵丽华在自己的搜狐微博中首次明确提及“刘志军临幸《新红楼梦》多位女演员”且“12钗加上漂亮点的丫鬟仆妇，逐一幸过来”，此事才引发广泛关注，对此身为该剧制片人的李小婉严正驳斥了这个传闻，声称要用法律途径捍卫剧组清白。
此后的一年半里并无更多消息传出，只是在2012年8月铁道部的内部通报中提及“刘志军道德败坏，玩弄多名女性，有三名即为丁书苗介绍”。
2013年2月2日，凯迪社区中突然有网帖爆料，声称原中铁集装箱运输有限责任公司董事长罗金宝在受审时爆出“丁书苗为刘志军介绍《新红楼梦》剧组全部女演员”，此消息经摄影师李振盛在2月4日发布于新浪微博后又一次引爆网络。尽管剧组的宣传总监王俊再次予以否认，但传闻愈演愈烈，深受传言所累的姚笛当时甚至打算起诉发帖者。同年9月8日，《新京报》发表文章称丁书苗已被提起公诉，财经类网站证券之星在转发时擅自加入了“刘志军曾在酒店嫖宿多名女性，其中就有知名女演员杨幂”等字句。杨幂方面随即回应称遭到恶意诽谤，并发出律师函。三个月之后的12月18日，证券之星对此事正式发表了道歉声明。而根据当年9月的报道，所谓“丁书苗安排刘志军嫖宿女性”一事在刘丁二人的案件审理中均未涉及，丁本人在受审时亦否认此事。
之后此事逐渐淡出了大众的视线，直到2014年12月16日，丁书苗案的一审宣判结果出炉，其中未提及新版《红楼梦》一事。而在剧中饰演林黛玉一角的蒋梦婕在2015年4月27日向经纪公司荣信达影视提交的解约函首次以个人名义澄清，自己“从未见过刘志军，更不存在传闻所说的那些事”。

## 逸事
紅樓夢中人部份敗選者反而在黛玉傳裡演出。
《黛玉組》
閔春曉 演 林黛玉 黛玉組第二名

呂紅旭 演 史湘雲
《寶釵組》
鄧莎   演 薛寶釵

朱偉珊 演 雪雁

## 作品的变迁
| 中国大陆 安徽卫视 每天 19:35-21:15   | 中国大陆 安徽卫视 每天 19:35-21:15                                                                  | 中国大陆 安徽卫视 每天 19:35-21:15 |
| ------------------------------------ | --------------------------------------------------------------------------------------------------- | ---------------------------------- |
|                                      | 安徽合肥“万人诵红楼” （2010.08.31） 红楼梦首播大典 （2010.09.01） 红楼梦 （2010.09.02 -2010.09.27） |                                    |
| 就想爱着你 （2010.8.17 - 2010.8.30） | 地雷战传奇之锄奸行动 （2010.09.27-2010.10.10）                                                      |                                    |